# إروين هاسن
إروين هاسن (بالإنجليزية: Irwin Hasen) مواليد 8 يوليو 1918 في مانهاتن، نيويورك - الوفاة 13 مارس 2015 في مانهاتن، نيويورك، كان رسام كرتون أمريكي. في سنة 1941 عمل لصالح شيلدون ماير. خلال فترة الأربعينات الميلادية قام بابتكار شخصية وايلدكات أثناء عمله في دي سي كومكس. حاز على جائزة جمعية رسامي الكارتون الوطنية في سنتي 1961 و 1962.

## روابط خارجية
- إروين هاسن على موقع IMDb (الإنجليزية)
- إروين هاسن على موقع قاعدة بيانات الفيلم (الإنجليزية)